# Jonathan Augustin-Fairell
Jonathan Augustin-Fairell, né le 22 juin 1993, à Miami, en Floride, est un joueur bahaméen de basket-ball. Il évolue au poste d'ailier fort.

## Biographie
Le 8 juillet 2016, il part en France où il signe au Rouen Métropole Basket.
Le 18 juin 2017, il signe à l'Abeille des Aydes Blois Basket. Jonathan Fairell est champion de France de Pro B avec l'ADA Blois Basket lors de la saison 2017-2018.
Après la saison régulière, le 16 mai 2018, il rejoint la JDA Dijon pour participer aux playoffs 2018 de Jeep Élite ; il y dispute deux rencontres.
Le 12 juillet 2018, il part au Cholet Basket.
Le 19 novembre 2018, il quitte Cholet et la Jeep Élite pour rejoindre l'AS Denain Voltaire.
L'année suivante, il quitte la France pour signer au Basic-Fit Brussels en Belgique.
Le 8 novembre 2021, il signe pour l'Élan Chalon en remplacement de Mārtiņš Meiers.
Le 9 juillet 2022, il signe à Angers.
Le 8 juillet 2023, il revient à Denain. À la fin du mois de décembre 2023, il doit se faire opérer du pied et manque le reste de la saison.
Le 6 septembre 2024, il revient à Denain.

## Clubs successifs
- 2015-2016 :  BC Hallmann Vienne (ÖBL)
- 2016-2017 :  Rouen Métropole Basket (Pro B)
- 2017-2018 : 
  -  ADA Blois (Pro B)
  -  JDA Dijon (Jeep Élite) Playoffs
- 2018-2019 :
  -  Cholet Basket (Jeep Élite)
  -  AS Denain Voltaire (Pro B)
- 2019-2020 :  Phoenix Brussels Basketball (Euromillions Basketball League)
- 2020 :  Obras Sanitarias de Buenos Aires (LNB)
- 2020 :  FC Porto (LPB)
- 2020 :  Hapoel Galil Nofar (Division 2)
- 2021 :  Fos-sur-Mer (Pro B)
- 2021-2022 :  Chalon-sur-Saône (Pro B)
- 2022-2023 :  Angers (Pro B)
- 2023-0000 :  ASC Denain-Voltaire PH (Pro B)

## Palmarès

### Palmarès
- Champion de France de Pro B 2017-2018 avec l'ADA Blois
- Champion de France de Pro B 2020-2021 avec Fos-sur-Mer